# Afonso Bezerra
Afonso Bezerra, municipio en el estado del Rio Grande do Norte (Brasil), localizado en la microrregión de Angicos. Su población, estimada por el IBGE (Instituto Brasilero de Geografía y Estadística), en el año 2004 era de 10.936 habitantes. Área territorial de 576,25 km².
Limita con los municipios de Alto del Rodrigues (norte), Pedro Avelino (al este), Açu (oeste), Angicos e Ipanguaçu (sur).
La creación del municipio se dio a través de la Ley n.º 20, del 27 de octubre de 1953, separándose del municipio de Angicos.

## Economía
Tiene por base el comercio y el sector de servicios. De acuerdo con datos del IPEA del año de 1996, el PIB era estimado en R$ 4,66 millones, siendo que el 18,4% correspondía en las actividades basadas en la agricultura y en la ganadería, 4,4% a la industria y 77,1% al sector de servicios. El PIB  per cápita era de R$ 471,91.
En 2002, conforme estimaciones del IBGY, el PIB había evolusionado a R$ 18,874 millones y el PIB  per cápita a R$ 1.731,00.

### Producción agrícola
| Plantación                    | Cantidad producida (ton.) | Valor de la producción (R$ mil) | Área plantada (ha.) | Área cosechada (ha.) | Rendimiento medio (kg/ha.) |
| ----------------------------- | ------------------------- | ------------------------------- | ------------------- | -------------------- | -------------------------- |
| Algodón herbáceo (en semilla) | 60                        | 36                              | 150                 | 120                  | 500                        |
| Banana                        | 86                        | 15                              | 3                   | 3                    | 28.666                     |
| Castaña de cajú               | 12                        | 5                               | 80                  | 80                   | 150                        |
| Frijol (en grano)             | 50                        | 20                              | 200                 | 200                  | 250                        |
| Limão                         | 4                         | 1                               | 1                   | 1                    | 4.000                      |
| Papaya                        | 168                       | 67                              | 4                   | 4                    | 42.000                     |
| Mandioca                      | 162                       | 8                               | 20                  | 20                   | 8.100                      |
| Mango                         | 836                       | 33                              | 38                  | 38                   | 22.000                     |
| Sandía                        | 140                       | 70                              | 5                   | 5                    | 28.000                     |
| Maíz                          | 60                        | 18                              | 200                 | 200                  | 300                        |
| Tomate                        | 240                       | 120                             | 6                   | 6                    | 40.000                     |

### Ganadería
| Rebanho                           | Efectivo (cabezas) |
| --------------------------------- | ------------------ |
| Bovino                            | 5.154              |
| Suíno                             | 625                |
| Equinos                           | 169                |
| Asnos (asnos)                     | 346                |
| Mulas (mulas)                     | 72                 |
| Ovinos                            | 2.570              |
| Gallinas                          | 1.199              |
| Gallos, gallinas, pollos y pintos | 2.876              |
| Cabras                            | 4.054              |
| Vacas ordeñadas                   | 512                |

| Gênero            | Producción       |
| ----------------- | ---------------- |
| Leche de vaca     | 350 (mil litros) |
| Huevos de gallina | 8 (mil docenas)  |

## Datos estadísticos

### Educación
| Ensino      | Alumnos matriculados | Profesores |
| ----------- | -------------------- | ---------- |
| Fundamental | 2.276                | 96         |
| Medio       | 393                  | 13         |

- Analfabetos con más de quince años: 39,48 % (IBGY 2000).

### IDH
| IDH        | 1991  | 2000  |
| ---------- | ----- | ----- |
| Salario    | 0,436 | 0,528 |
| Longevidad | 0,562 | 0,675 |
| Educación  | 0,522 | 0,683 |
| Total      | 0,507 | 0,629 |

### Salud
- 25 camas hospitalarias, todas disponibles para pacientes del sistema único de salud (2002, IBGY).
- Mortalidad infantil: 80,5 p/mil (Ministerio de la Salud/1998).
- Esperanza de vida al nacer: 65,5 años (IBGY 2000).